# パッセンジャー (映画)
『パッセンジャー』（原題: Passengers）は、2016年のアメリカ合衆国のSF映画。日本では2017年3月24日に公開。
日本版のキャッチコピーは「乗客5000人 目的地まで120年 90年も早く 2人だけが目覚めた 理由は1つ――。」。

## ストーリー
プロローグ
宇宙移民を目的とした超大型宇宙船『アヴァロン号』は、乗組員の約5000人が人工冬眠を行い、120年先の目的地に向けて自動航行していた。
航行開始から約30年後、人工冬眠ポッドの故障により、主人公のジムだけが目覚めてしまう。アヴァロン号が目的の惑星に到着するまでまだあと約90年、再び冬眠状態になることは不可能だった。さらに地球へ助けを求めるメッセージを送るも、返事が届くまでに約55年を要する。
乗組員ではない植民者のジムは、宇宙船のコントロールにアクセスすることもできないうえ、アクセス権を持つ乗組員たちが冬眠している部屋は頑丈なハッチに守られているため、起こすことも不可能だった。
八方塞がりとなったジムは広い宇宙船の中で、寿命を迎えるまで孤独に過ごすしかない絶望的な状況となってしまう。
序盤
それから1年間、ジムは宇宙船の中で一人自堕落な生活を続けていた。スイートルームを独占し、船内のエンタテイメントシステムで時間をつぶし、唯一の話し相手のバーテンダー・アンドロイドのアーサーと日々会話を続ける。ある時は宇宙服を着て船外遊泳に出て、初めて見る生の宇宙空間に感動もした。
しかし、日に日に増していく孤独感に耐えられなくなったジムは、宇宙服を着ないまま外扉を開くスイッチに手をかけるが、寸前で我に返り自殺を思いとどまる。そんな中、宇宙船では作業ロボットなどの故障がたびたび発生し、無人のコントロールルームではエラーメッセージが次々と表示されていた。
中盤
ある日、ジムは冬眠ポッドで眠る女性作家のオーロラに一目惚れ、彼女のことを調べていくうちにますます惹かれていくようになる。ジムはオーロラを目覚めさせたい気持ちに駆られるが、それは彼女の人生を奪ってしまうことを意味するため、葛藤する。
しかし、あまりの寂しさに堪えられず、ついに冬眠ポッドを故障させ彼女を目覚めさせてしまう。目覚めたオーロラは当初困惑するが、唯一同じ状況を共有し、優しく接してくれるジムに惹かれていくようになる。
恋人関係となり1年が過ぎ、ジムがプロポーズを決心した頃、アーサーがオーロラに、ジムが故意に彼女を目覚めさせたことを告げてしまう。オーロラはその事実に憤慨し、ジムをひどく恨むようになる。
ジムはオーロラへ謝罪し、なんとか償いの気持ちを伝えようとあらゆる手を尽くすが、オーロラは依然としてジムを拒絶し続け、それに対しジムも嫌気がさし始めると、2人の仲は壊滅的となる。
終盤
そんな中、アヴァロン号のシステム不具合は日に日に悪化し、様々なトラブルが頻発していた。冬眠ポッドの故障から甲板長のガスが目覚める。アヴァロン号への全アクセスが可能なガスが目覚めたことで、コントロールルームへの入室が可能となる。
問題の把握にかかると、アヴァロン号は2年前の小惑星群との衝突の影響で、航行や電力供給など、船のすべてのエネルギー生成を担う核融合炉が暴走寸前であると発覚。
ガス指導のもと問題解決を図る3人だったが、不具合のある冬眠ポッドで2年間眠っていたガスは新陳代謝を狂わされており、体内が深く傷つけられ、寿命が残り少ないことが判明する。その間にも船の状態は悪化、重力装置が一時停止になるなど深刻なトラブルも発生。一刻の猶予もないと判断したガスは、息絶える際にジムとオーロラに自身のアクセス権を託す。
ラスト
2人は核融合炉の修理に取りかかるが、修理を完了するには炉内の熱を排熱孔から放出する必要があり、故障の影響で排熱孔は船外から手動でしか開けられなくなっていた。ジムが船外に出て命がけで排熱孔を開き、核融合炉は限界寸前で正常に戻る。
しかし、熱放出の際の衝撃によって、ジムは宇宙空間に吹き飛ばされてしまう。オーロラは船外に飛び出してジムを救出、すぐさま医療ポッドへ運び込む。一時は死亡と診断されたジムだったが、あらゆる手を尽くして蘇生に成功する。
その後、2人の関係は一連の出来事で修復する。ガスの宇宙葬を済ませたある日、ジムはガスに与えられたアクセス権で医療用ポッドを確認してるうちに、そのポッドに冬眠機能があることを発見する。ポッドは1台。ジムはオーロラに、目覚めさせた償いとして冬眠ポッドを譲ることを告げる。
エピローグ
88年後。目的の惑星への到着を5ヶ月後に控え、乗組員の冬眠ポッドが起動する（乗客の起動はその1か月後）。ノリス船長以下、目覚めた乗組員たちがフロアで見たものは、一帯を覆う緑の木々と、その中心に鎮座するようにそびえ立つジムが植えた木であった。
オーロラの遺言となるアナウンスにより、徐々に人々は、自分たちが眠り続けた間に起こった危機と、2人の物語を知ることになる。オーロラは再冬眠を断り、ジムと2人で残りの人生を共に歩んでいたのだった。

## キャスト
※括弧内は日本語吹替
- オーロラ・レーン - ジェニファー・ローレンス（水樹奈々[6]）

冬眠していた女性。
- ジム・プレストン - クリス・プラット（小松史法[6]）

エンジニア。オーロラに興味を持つ。
- アーサー - マイケル・シーン（村治学[6]）

アンドロイド。
- ガス・マンキューゾ - ローレンス・フィッシュバーン（玄田哲章）

黒人男性。
- ノリス - アンディ・ガルシア

船長。

## 評価
監督のモルテン・ティルドゥムは「良い映画作品は議論を生むものだと信じている」と持論を展開し、本作について「最も願っていることは、観終わった時に誰かとそれについて語り合いたいと思ってくれることだ。ジムとオーロラの愛についてどう思うか、宇宙船での生活はどんなものか、そして“君ならどうする?”とお互いに問いかけたりしてほしい」と語っている。
また、オーロラを演じたジェニファー・ローレンスは、「これまでに読んだことのないようなストーリーで、そのコンセプトには強く惹かれた」と語り、「私が脚本を読み終えた後と同じように、映画館から出てくる観客が、無数の違う意見を持ってくれるはず。“あなたならどうする?”と逆に問いかけてくるような、決まった答えがないところがこの作品のとても好きなところ」と、自身の体験した興奮を観客たちも感じてほしいと明かしている。

### 受賞
| 年   | 映画賞             | 賞     | 対象                                             | 結果       | 出典  |
| ---- | ------------------ | ------ | ------------------------------------------------ | ---------- | ----- |
| 2017 | 第89回アカデミー賞 | 美術賞 | ガイ・ヘンドリックス・ディアス、ジーン・サーデナ | ノミネート | [ 8 ] |
| 2017 | 第89回アカデミー賞 | 作曲賞 | トーマス・ニューマン                             | ノミネート | [ 8 ] |

### 興行収入
制作費1億1,000万ドルに対し、米国だけで1億ドル、世界合計で3億300万ドルの興行収入を挙げた。

### 批評家の反応
著名な批評サイトの評価は芳しくない。映画批評サイトのRotten Tomatoesは、227件のレビューに基づいて31％の支持率を示している。また批評家の総意を「本作品はクリス・プラットとジェニファー・ローレンスの相性の良さと、彼らの良好な相性でさえ致命的な欠陥のあるストーリーを克服するには不十分であることを証明している」としている。。
Metacriticには48件のレビューがあり、加重平均値は41/100となっている。
ガーディアンでピーター・ブラッドショーは、5つ星中3つ星をつけた。またロジャー・イーバートでグレン・ケニーは、4つ星中1.5つ星と低評価をつけている。

## 科学的検証による相違点
- 重力を作り出すために回転している装置は、宇宙ではブレーキを掛けない限り回り続ける。
- 重力を失った宇宙船が元に戻る際も、回転が始まってから軌道に乗るまで時間がかかるので、映画のように一瞬で重力が復活することはない